# Transculturación en suspenso
Transculturación en suspenso: los orígenes de los cánones narrativos colombianos es un libro escrito por el crítico cultural brasileño Idelber Avelar y publicado en 2016 por el Instituto Caro y Cuervo, de Bogotá.

## Contenido
La obra es una lectura del los orígenes de la novelística en cuatro grandes regiones de Colombia: el Caribe, el centro cundinamarquense, incluyendo Bogotá, el Valle del Cauca y Antioquia. 
Avelar discute la singularidad de Colombia como único país sudamericano no unificado en el siglo XIX, hace un recorrido por las guerras civiles decimonónicas colombianas y discute las cuatro novelas iniciales en el canon de las cuatro grandes regiones. 
En el capítulo sobre el Caribe, Avelar analiza Ingermina, de Juan José Nieto Gil, publicada en Jamaica en los años 1840 y no reeditada hasta 1998. Avelar demuestra cómo Ingermina, que cuenta la historia de la conquista del Reino de Calamar, después la ciudad de Cartagena de Indias, retrata una complejidad interna a las sociedades amerindias que era incomún en el indigenismo del siglo XIX. 
En el capítulo sobre Manuela (1856), de José Eugenio Díaz Castro, Avelar muestra cómo Díaz Castro se autorizó en Bogotá como porta-voz de una etnografía de la provincia y argumenta que la oposición entre liberales y conservadores no logró traducir los antagonismos reales de la sociedad colombiana. 
En el capítulo sobre el Valle del Cauca, Avelar analiza aquella que vendría a ser la novela nacional colombiana, María (1867), de Jorge Isaacs. Después de revisar las interpretaciones biográficas, históricas y estilísticas de la novela, Avelar se opone a los que veían en María una copia del romanticismo europeo y la defiende como un texto genuinamente original, en el que hay un interdicto sin prohibición, un desencuentro romántico que es puro destiempo sin obstáculo. 
Concluyendo el libro, Avelar analiza Frutos de mi tierra (1896), la primera novela antioqueña, por Tomás Carrasquilla, enfocándose en el dinero como mediador de las relaciones sociales y en la construcción de mecanismos narrativos realistas por Carrasquilla. La conclusión de Avelar subraya la considerable autonomía de las regiones colombianas en el siglo XIX, un caso único en la literatura latinoamericana.

## ISBN
- Avelar, Idelber (2016). Transculturación en suspenso: los orígenes de los cánones narrativos colombianos. Bogotá: Instituto Caro y Cuervo. ISBN 9789586113250.

- Datos: Q50682883